# Повільні інфекції
Пові́льні інфе́кції (англ. Slow infections) — група захворювань людини і тварин, що характеризується тривалим інкубаційним періодом, своєрідністю уражень органів і тканин з обов'язковим пошкодженням ЦНС, повільним перебігом з неодмінним смертельним наслідком. Для цих інфекцій характерними є прогредієнтні дегенеративні зміни, відсутність антигенемії й ознак імунної відповіді. Наразі до цієї групи відносять окремі вірусні інфекції та спричинені ними процеси (сказ, підгострий склерозуючий паненцефаліт, прогресивну мультифокальну лейкоенцефалопатію, прогресуючий краснуховий паненцефаліт, прогредієнтну форму перебігу кліщового енцефаліту, СНІД-енцефалопатію тощо), а також пріонові хвороби.
Крім вищезгаданих є ще такі захворювання людини, які за клінічним симптомокомплексом, перебігом і наслідком відповідають ознакам повільних інфекцій, проте причини цих захворювань ще точно не встановлені і тому їх зараховують до субкатегорії повільних інфекцій з імовірною інфекційною етіологією. До них натепер відносять вілюйський енцефаломієліт, розсіяний склероз, аміотрофічний бічний склероз, хворобу Паркінсона і ряд інших.